# لويس إيدج
لويس إيدج (بالإنجليزية: Lewis Edge)‏ هو لاعب كرة قدم بريطاني، ولد في 12 يناير 1987 في لانكستر في المملكة المتحدة. لعب مع نادي بلاكبول ونادي بوري ونادي روتشديل ونادي موركامب.

## وصلات خارجية
- لويس إيدج على موقع قاعدة بيانات كرة القدم.إي يو (الإنجليزية)
- لويس إيدج على موقع Soccerbase.com (لاعب) (الإنجليزية)